# Veenhuser Königsmoor
Das Veenhuser Königsmoor ist ein Naturschutzgebiet in der niedersächsischen Gemeinde Moormerland und der Stadt Leer im Landkreis Leer.

## Allgemeines
Das Naturschutzgebiet mit dem Kennzeichen NSG WE 103 ist etwa 215 Hektar groß. Es schließt das 33,2 Hektar große FFH-Gebiet „Wolfmeer“ ein. Im Naturschutzgebiet sind das 1942 ausgewiesene, 26,9 Hektar große Naturschutzgebiet „Wolfmeer“ und das 1977 ausgewiesene, 58 Hektar große Landschaftsschutzgebiet „Am Wolf-Meer, Veenhuser Königsmoor“ aufgegangen. Das Gebiet steht seit dem 29. Dezember 2017 unter Naturschutz. Zuständige untere Naturschutzbehörde ist der Landkreis Leer.

## Beschreibung
Das Naturschutzgebiet liegt nordöstlich von Leer und südlich des Moormerlander Ortsteils Warsingsfehn. Es stellt einen durch Entwässerung und Torfabbau teilweise erheblich veränderten Hochmoorrest unter Schutz. Das Naturschutzgebiet, in dem im Kernbereich noch Torfmächtigkeiten von 0,6 bis 3 Metern erhalten sind, setzt sich aus vier zusammenhängenden Teilräumen zusammen:
- Der Teilraum 1 umfasst das FFH-Gebiet „Wolfmeer“ und größtenteils das ehemalige Naturschutzgebiet „Wolfmeer“. Hierbei handelt es sich um ein naturnahes Kleinsthochmoor mit einem verlandenden Moorauge mit Wollgras-Torfmoos-Schwingrasen und intaktem Hoch- und Übergangsmoor mit torfmoosreichen Bulten und Schlenken. Das Kleinsthochmoor ist großflächig von Moorbirkenwald umgeben. Westlich anschließende Flächen sind teilweise ebenfalls von Moorwäldern bestanden oder werden als Grünland genutzt.
- Der Teilraum 2 umfasst das ehemalige Landschaftsschutzgebiet „Am Wolf-Meer, Veenhuser Königsmoor“. Er schließt nach Norden an den Teilraum 1 an und zeichnet sich durch verschiedene Sukzessionsstadien auf entwässertem und vielfach abgetorftem Hochmoor aus. Auf größeren Bereichen stockt Moorwald mit stellenweise eingestreuten Grünlandflächen. Insbesondere im Süden und im Nordosten des Teilraums sind auch größere Grünlandflächen zu finden. Innerhalb des Moorwaldes liegt der durch Sandabbau entstandene Kolk Königsmoor.
- Der Teilraum 3 schließt nach Südosten an den Teilraum 2 an. Er ist gepoldert, so dass sich gute Voraussetzungen für die Hochmoorregeneration durch Wasserzurückhaltung und Wiedervernässung ergeben. Der Teilraum ist durch wiedervernässte Hochmoorstandorte geprägt, in denen sich das Hochmoor regenerieren kann. Stellenweise stockt Moorwald. Daran schließen sich Grünlandflächen auf Hochmoor an, die nach Südosten hin durch Hecken und Gehölze gegliedert sind.
- Der Teilraum 4, der nach Südosten an den Teilraum 3 angrenzt, wird von nassem Grünland auf abgetorftem Hochmoor eingenommen. Stellenweise stocken auch hier kleine Moorwälder. Die Parzellen sind teilweise durch Hecken und Gehölze gegliedert. Der Teilraum 4 liegt als einziger im Bereich der Stadt Leer, während die anderen Teilräume in der Gemeinde Moormerland liegen.

Die Teilräume dienen teilweise als Kompensationsflächen. Weitere Kompensationsflächen schließen an das Naturschutzgebiet an.
Im Naturschutzgebiet ist gebietsweise lebendes Hochmoor erhalten. Abgetorfte Bereich werden teilweise durch Wiedervernässungsmaßnahmen renaturiert. Die Moorwälder werden überwiegend von Moor- und Sandbirke, Stieleiche, Roterle, verschiedenen Weiden, Faulbaum und Vogelbeere gebildet. Kleinflächig haben sich an nährstoffreicheren Standorten Birkenbruchwälder ausgebildet. Grünlandbereiche sind stellenweise als artenreiche Borstgrasrasen ausgebildet.
Im Naturschutzgebiet sind unter anderem Kiebitz und Bekassine heimisch. Die Grünlandbereiche sollen als Lebensraum für weitere Wiesenvögel entwickelt werden. Weiterhin bietet das Naturschutzgebiet einen geeigneten Lebensraum für verschiedene Amphibien und Reptilien wie Moorfrosch und Waldeidechse sowie für Libellen, darunter Torfmosaikjungfer, Kleine Moosjungfer und Mondazurjungfer. Auf den Hochmoorböden siedeln Schmalblättriges und Scheidiges Wollgras, Rundblättriger Sonnentau, Glocken- und Rosmarinheide, Gewöhnliche Moosbeere, Moorlilie, Weißes Schnabelried sowie verschiedene Torfmoose, beispielsweise Spießtorfmoos und Magellans Torfmoos. Im Bereich der Moorwälder sind Gagelstrauch und Pfeifengras zu finden.
Der rund 4 Hektar große Kolk Königsmoor wird von einem Angelverein von Südufer aus als Angelgewässer genutzt, wofür ein Besatz des Gewässers mit Fischen erfolgt. So kommen in dem Gewässer Aal, Barsch, Schleie, Forelle, Zander, Karpfen und verschiedene Weißfische vor. Insbesondere am Nord- und Ostufer des Gewässers sind Verlandungsbereiche mit seltenen Pflanzenarten ausgeprägt.
Das Gebiet entwässert über Warsingsfehnkanal und Georgswieke zum Sauteler Kanal. Das Naturschutzgebiet wird von mehreren öffentlichen Straßen gequert. Rund um den Kolk Königsmoor verläuft ein Weg, an dem Informationstafeln zum Naturschutzgebiet aufgestellt werden sollen.